# 通天閣の灯
「通天閣の灯」（つうてんかくのひ）は、1963年9月20日に ビクターより発売された橋幸夫の41枚目のシングル（VS-1106）。

## 概要
- 前年9月20日に発売した橋幸夫・吉永小百合のデュエット曲「いつでも夢を」（VS807、作詞佐伯孝夫、作曲吉田正）は、第4回日本レコード大賞を受賞した。売上げはその後も好調で、この年夏までには120万を突破している（現在までの売り上げ累計は250万枚）[2]。
- これを受け橋は、翌年にあたる63年7月2日、120万突破記念「橋幸夫チャリティ・ショウ」を東京厚生年金ホールで、日本ビクターと読売新聞社の後援で開催した[3]。
- 作曲した吉田は、これに先立ち、6月27日大阪フェスティバル・ホールに於いて、企画滝井利信、構成・演出川内康範、監修佐伯孝夫で「日本レコード大賞受賞記念・吉田正リサイタル」を開催した。その第三部が組曲「港の詩」で三浦洸一、フランク永井、松尾和子、和田弘とマヒナスターズなど門下生が出演し、トップバッターの橋は黒のスーツという印象的な出で立ちで登場、吉永は中盤で出演した。
- この時に初めて披露されたのが本楽曲「通天閣の灯」（佐伯作詞、吉田作曲）である。リサイタル会場が大阪であったこと、2月に発売し京都を取り上げた「舞妓はん」が好評であったこともあり、今度は大阪ものとなった[4]。
- ジャケットには「リサイタル実況録音より」となっているが、実際にはスタジオ録音である[5]。なお本リサイタルは「交声組曲・巷の詩」としてLPレコード（SJL-5061）で販売されている。
- c/wは吉永小百合の「君よ夕陽は沈んでも」で、リサイタルで発表された曲で、同じく佐伯作詞、吉田作曲である。

## 収録曲
1. 通天閣の灯
作詞： 佐伯孝夫、作・編曲：吉田正
2. 君よ夕陽は沈んでも（吉永小百合）
作詞： 佐伯孝夫、作・編曲：吉田正

## 収録アルバム
- 初期のLP盤には収録されているが、近年のCD盤でのアルバム収録はない。
- CD-BOXでの収録は以下のとおり。
『橋幸夫大全集』（CD-BOX 6枚組　全114曲収録） [1993年9月20日発売] DISC3
『橋幸夫のすべて』（CD-BOX 5枚組　全105曲収録） [2011年2月8日発売] DISC-4
『橋幸夫ベスト100+カラオケ15』（CD-BOX 5+1枚組） [2015年10月28日発売] Disc3